# Pinus nelsonii
Pinus nelsonii är en tallväxtart som beskrevs av George Russell Shaw. Pinus nelsonii ingår i släktet tallar, och familjen tallväxter. IUCN kategoriserar arten globalt som sårbar. Inga underarter finns listade i Catalogue of Life.

## Bildgalleri

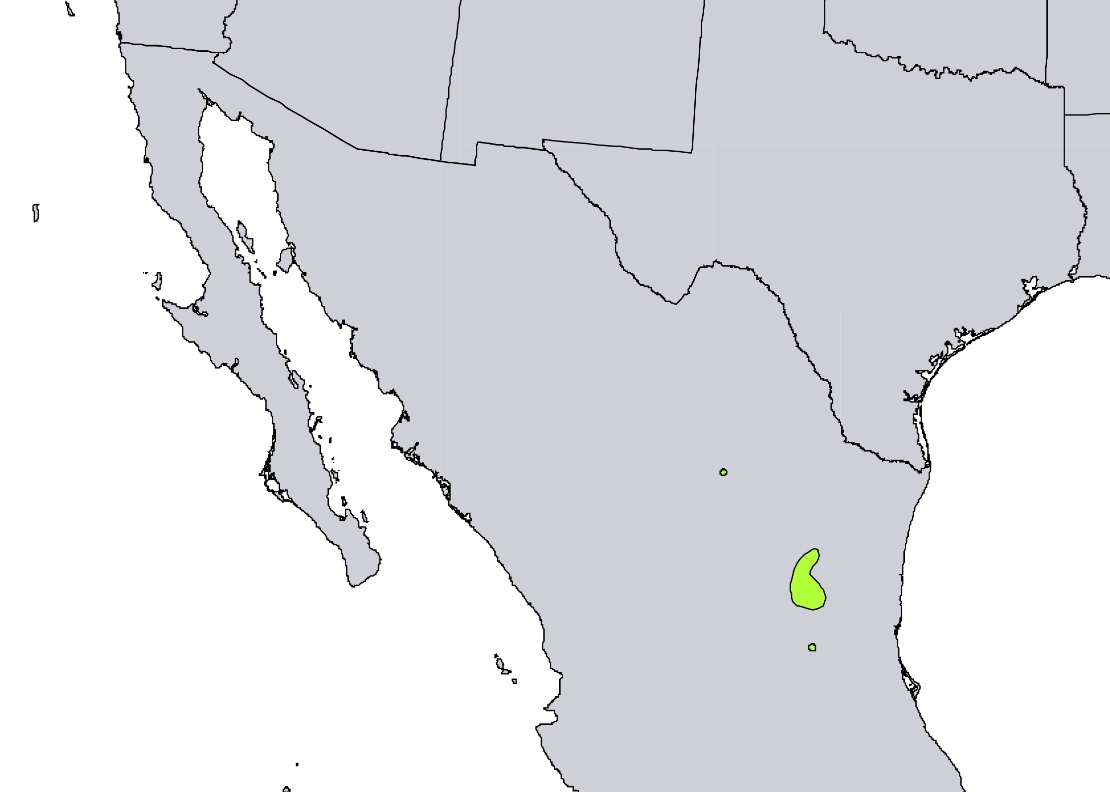